# ロジャー・グティエレス
ロジャー・アンドレス・グティエレス・クェバス（Roger Andrés Gutiérrez Cuevas、1995年4月11日 - ）は、ベネズエラのプロボクサー。マラカイボ出身。元WBA世界スーパーフェザー級王者。

## 来歴
2017年7月14日、ロサンゼルスのベラスコ・シアターでレネ・アルバラードと対戦し、7回1分33秒KO負けを喫した。
2019年7月13日、ディグニティ・ヘルス・スポーツ・パーク・テニスコートでWBC世界スーパーフェザー級ユース王者エドゥアルド・ヘルナンデスと対戦し、初回2分39秒KO勝ちを収めた。
2020年4月25日、ファンタジー・スプリングス・リゾート・カジノでWBA世界スーパーフェザー級王者レネ・アルバラードと2年振りの再戦を行うことが決まっていたが新型コロナウイルスの影響で試合延期になった。
2021年1月2日、テキサス州ダラスのアメリカン・エアラインズ・センターでWBA世界スーパーフェザー級レギュラー王者レネ・アルバラードと再戦し、12回3-0（3者共113-112）の判定勝ちを収め王座を獲得した。
2021年8月14日、テキサス州フリスコのフォード・センターでレネ・アルバラードとダイレクトリマッチで再戦し、12回3-0の判定勝ちを収め初防衛に成功した。
2021年8月28日、スーパー王者のガーボンタ・デービスが王者を返上したため、グティエレスはレギュラー王者から正規王者に認定された。
2022年2月10日、クリス・コルバートと2月26日に対戦が決定していたが、グティエレスが新型コロナウイルスに感染したため欠場となった。
2022年8月20日、フロリダ州ハリウッドのハード・ロック・ライブにてセルゲイ・リピネッツvsオマール・フィゲロアの前座でWBA世界スーパーフェザー級1位のエクトール・ルイス・ガルシアと対戦し、12回判定負けを喫し、2度目の防衛に失敗し王座陥落した。
2023年8月9日、フロリダ州でオター・エラノシアンとWBA世界スーパーフェザー級王座挑戦者決定戦で対戦し、8回TKO負けを喫した。

## 獲得タイトル
- WBA世界スーパーフェザー級レギュラー王座（防衛1=正規王座に認定）
- WBA世界スーパーフェザー級王座（防衛0）